# 현대 테라칸
현대 테라칸(영어: Hyundai Terracan)은 현대자동차에서 2001년에서 2007년까지 생산했던 준대형 SUV이다.

## 1세대(HP)

### 테라칸(2001년2월~2004년6월)

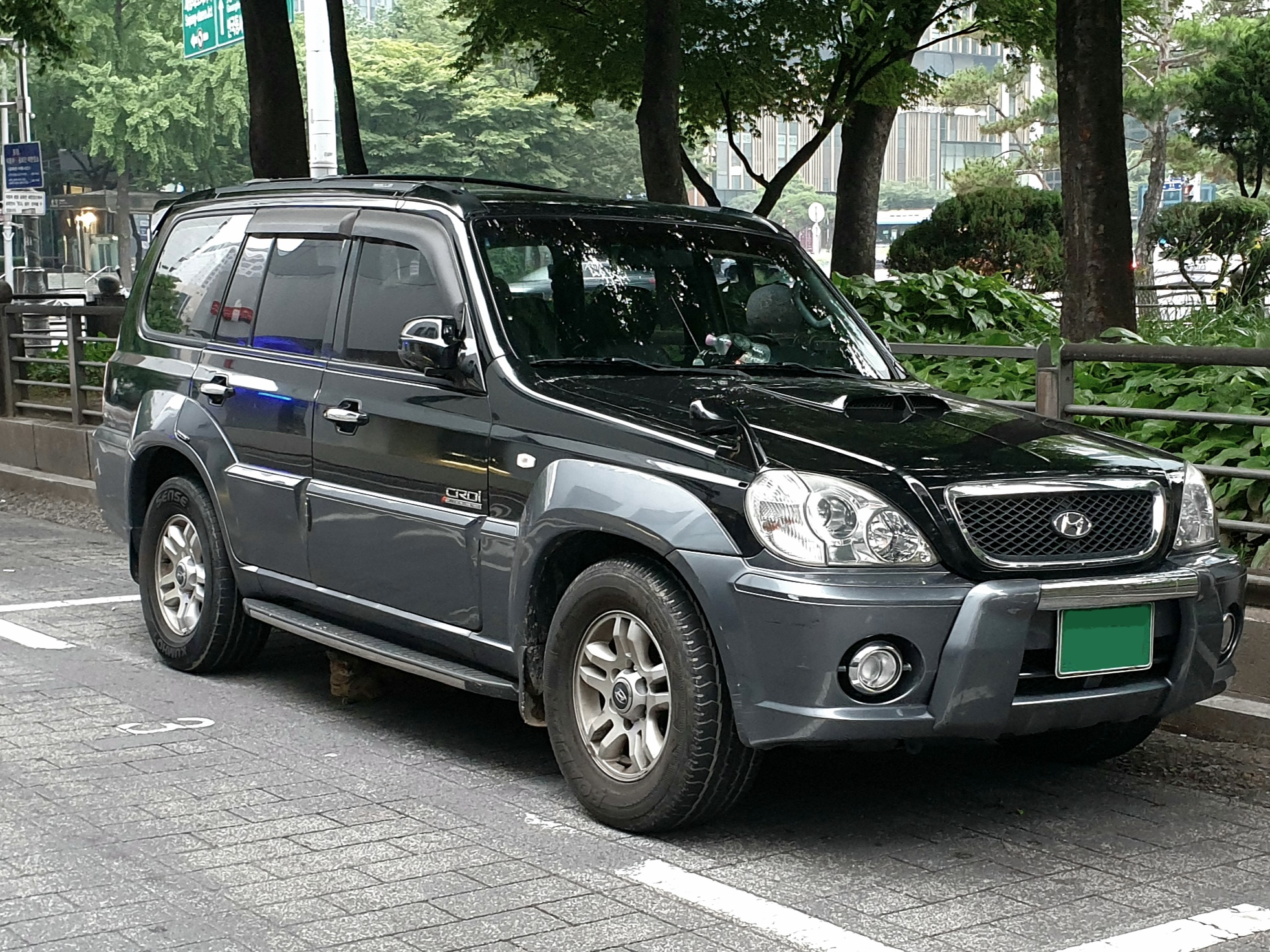
현대 테라칸 정측면

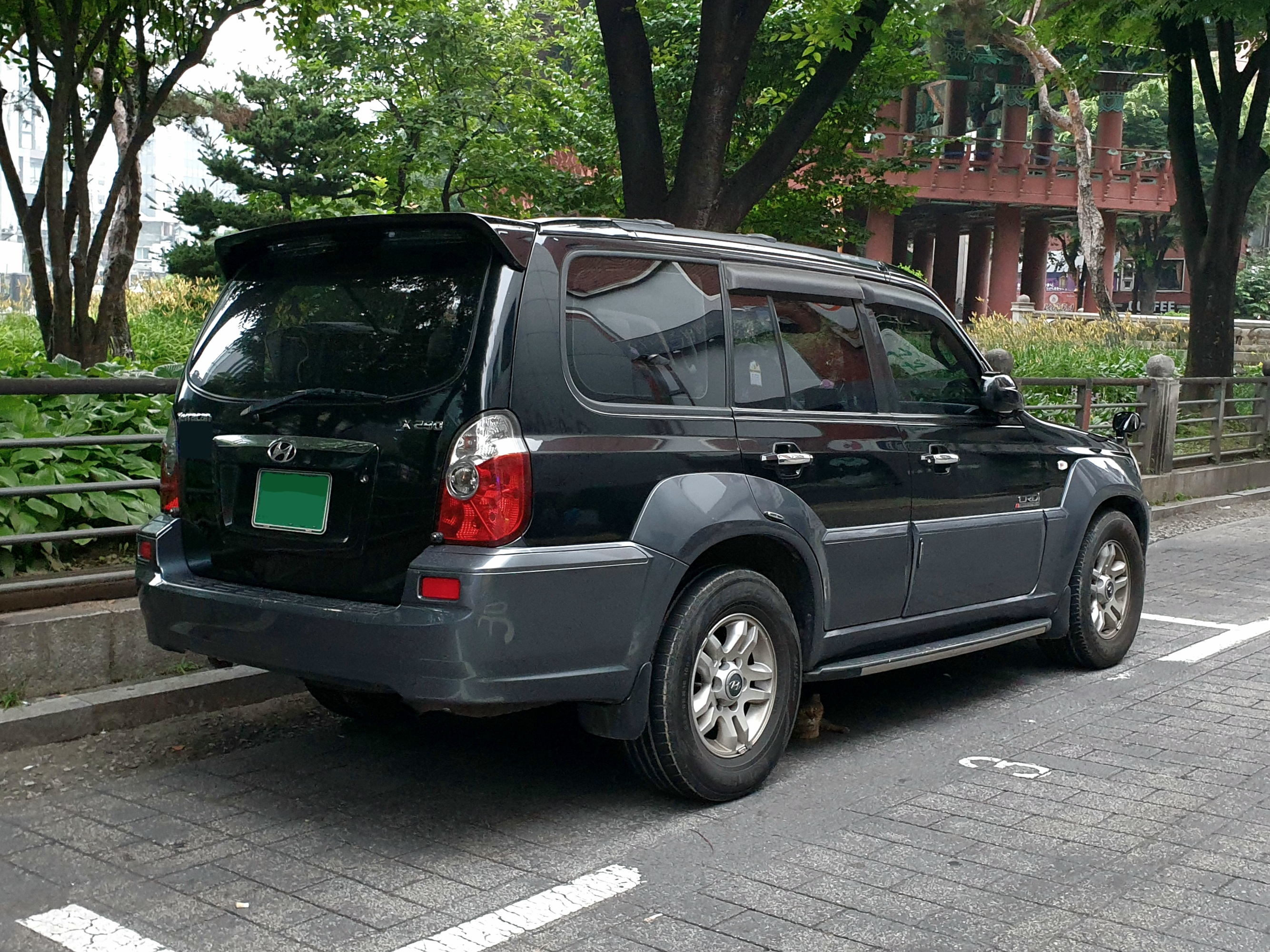
현대 테라칸 후측면

2001년 2월 13일에 현대자동차의 SUV 중 마지막으로 출시된 보디 온 프레임 구조의 차종이다. 당초 갤로퍼의 후속 차종으로 개발되었으나, 갤로퍼의 상급 차종으로 출시되었다. 출시 당시에는 갤로퍼의 것을 기계식에서 전자식으로 개량한 2.5L 디젤 엔진과 에쿠스에 적용된 3.5L 가솔린 엔진 등 2가지 엔진과 4단 자동변속기와 5단 수동변속기 등 2가지 트랜스미션이 적용되었다. 2001년 8월에는 2.9L 디젤 엔진이 추가되었으며, 2002년 FIFA 월드컵을 기념하여 한정 판매의 스페셜 에디션 트림이 선보이기도 했다. 2002년 8월 19일에는 알루미늄 휠과 라디에이터 그릴의 디자인이 변경된 2003년형이 출시되었고, 2004년 1월에는 배기 가스 규제로 인해서 2.5L 디젤 엔진이 갤로퍼와 함께 단종되었다. 그에 앞선 12월 15일 2.9L 디젤 엔진은 최고 출력이 165마력까지 상승했다.
| 구분                 | 테라칸 2.5L 디젤 (2WD/4WD)                                | 테라칸 2.9L 디젤 (2WD)                                     | 테라칸 2.9L 디젤 (4WD)                                      | 테라칸 3.5L 가솔린 (4WD)          |
| -------------------- | --------------------------------------------------------- | ---------------------------------------------------------- | ----------------------------------------------------------- | --------------------------------- |
| 전장 (mm)            | 4,710 4,775(범퍼 가드 적용시)                             | 4,710 4,775(범퍼 가드 적용시)                              | 4,710 4,775(범퍼 가드 적용시)                               | 4,710 4,775(범퍼 가드 적용시)     |
| 전폭 (mm)            | 1,860                                                     | 1,860                                                      | 1,860                                                       | 1,860                             |
| 전고 (mm)            | 1,795 1,840(루프랙 적용시)                                | 1,795 1,840(루프랙 적용시)                                 | 1,795 1,840(루프랙 적용시)                                  | 1,795 1,840(루프랙 적용시)        |
| 축거 (mm)            | 2,750                                                     | 2,750                                                      | 2,750                                                       | 2,750                             |
| 윤거 (전, mm)        | 1,530                                                     | 1,530                                                      | 1,530                                                       | 1,530                             |
| 윤거 (후, mm)        | 1,530                                                     | 1,530                                                      | 1,530                                                       | 1,530                             |
| 승차 정원            | 7명                                                       | 7명                                                        | 7명                                                         | 7명                               |
| 변속기               | 수동 5단 자동 4단                                         | 수동 5단 자동 4단                                          | 수동 5단 자동 4단                                           | 자동 4단                          |
| 서스펜션 (전/후)     | 더블 위시본/5링크 코일 스프링                             | 더블 위시본/5링크 코일 스프링                              | 더블 위시본/5링크 코일 스프링                               | 더블 위시본/5링크 코일 스프링     |
| 구동 형식            | 후륜 구동 4륜 구동                                        | 후륜 구동                                                  | 4륜 구동                                                    | 4륜 구동                          |
| 엔진 형식            | D4BH                                                      | J3                                                         | J3                                                          | G6CU                              |
| 연료                 | 디젤                                                      | 디젤                                                       | 디젤                                                        | 가솔린                            |
| 배기량 (cc)          | 2,476                                                     | 2,902                                                      | 2,902                                                       | 3,497                             |
| 최고 출력 (ps/rpm)   | 103/3,800                                                 | 145/3,800 (이후 160/3,700으로 변경)                        | 150/3,800 (이후 165/3,700으로 변경)                         | 207/5,500                         |
| 최대 토크 (kg*m/rpm) | 24.0/2,000                                                | 34.0/2,000 (이후 36.0/2,000으로 변경)                      | 34.0/2,000 (이후 36.0/2,000으로 변경)                       | 32.0/3,500                        |
| 연료 탱크 용량 (L)   | 75                                                        | 75                                                         | 75                                                          | 75                                |
| 요소수 탱크 용량 (L) | -                                                         | -                                                          | -                                                           | -                                 |
| 공차 중량 (kg)       | 1,975(수동)/ 1,975(자동)                                  | 2,010(수동)/ 2,005(자동)                                   | 2,115(수동)/ 2,110(자동)                                    | 2,070(자동)                       |
| 연비 (km/L)          | 9.7(수동)/ 9.2(자동) (이후 9.0(수동)/ 8.6(자동)으로 변경) | 12.2(수동)/ 10.7(자동) (이후 10.4(수동)/ 9.4(자동)로 변경) | 11.2(수동)/ 9.9(자동) (이후 10.4(수동)/ 9.3(자동)으로 변경) | 7.1(자동) (이후 6.7(자동)로 변경) |

### 라인업
2.5L 디젤
2001년~2003년(테라칸)
- EX250 기본형/고급형
- JX250 기본형/고급형/최고급형
- JX250 월드컵 스페셜(한정 판매)

2.9L 디젤
2001년~2004년(테라칸)
- EX290 이코노미/기본형/고급형
- JX290 기본형/고급형/최고급형
- JX290 월드컵 스페셜(한정 판매)
- JX290 골드 고급형/최고급형
- JX290 골드 고급형 블랙 스페셜/최고급형 블랙 스페셜

3.5L 가솔린
2001년~2003년(테라칸)
- VX350 최고급형
- VX350 최고급형 블랙 스페셜

### 테라칸 파워플러스(2004년6월~2007년3월)

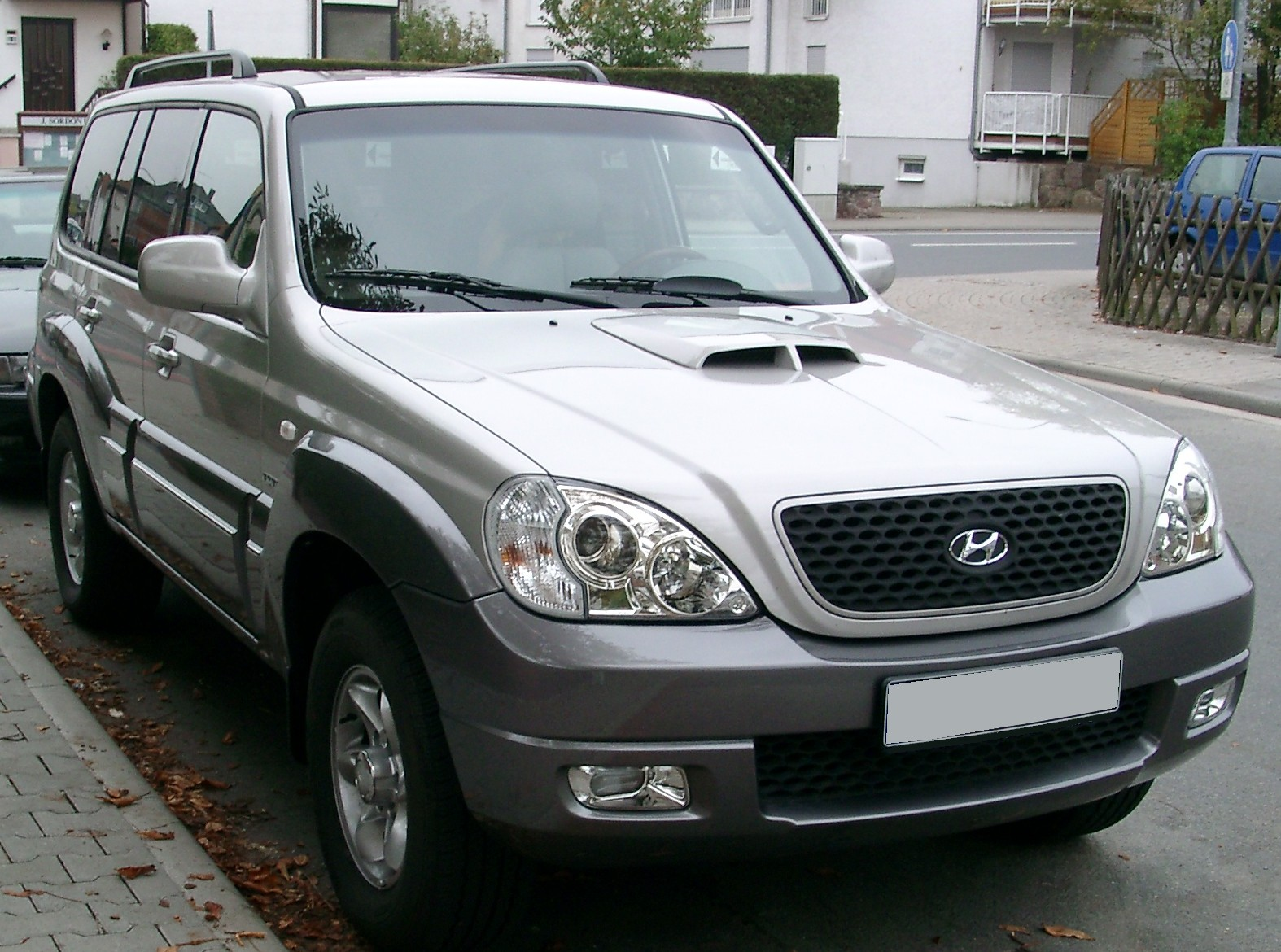
현대 테라칸 파워플러스 정측면

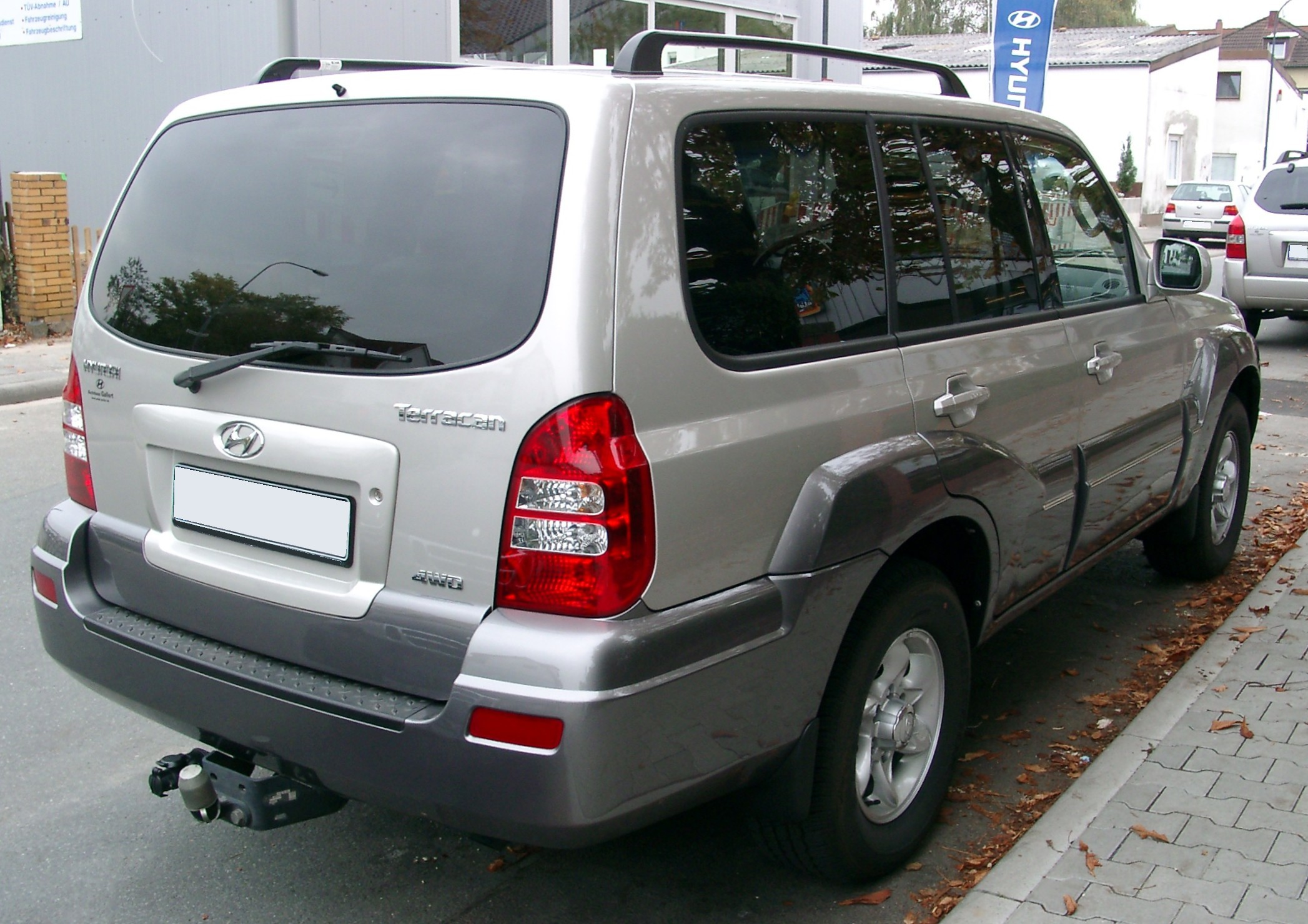
현대 테라칸 파워플러스 후측면

갤로퍼의 후속 차종으로 2004년 6월 3일에는 테라칸은 파워플러스라는 서브 네임이 더해졌다. 그리고 SUV에 어울리지 않는 3.5L 가솔린 엔진은 단종되었고, 2.9L 디젤 엔진의 최고 출력은 174마력까지 상승하였다. 대한민국에서는 2006년 10월 12일에 북미 시장 전략 차종인 베라크루즈의 출시와 함께 생산이 중단되었으며, 이후 약 5개월간 재고 차량이 판매되다 2007년 3월에 최종적으로 단종되었다. 중국에서는 헝퉁화타이 자동차 회사가 현대자동차로부터 라이센스를 얻어 2004년부터 현지 생산을 시작한 이래 2007년 3월까지 생산되었다. 테라칸은 미국, 캐나다에는 수출되지 않았으며, 주로 중국, 러시아, 유럽 등지에 수출되었다.
| 구분                 | 테라칸 파워 플러스 2.9L 디젤 (2WD) | 테라칸 파워 플러스 2.9L 디젤 (4WD) |
| -------------------- | ---------------------------------- | ---------------------------------- |
| 전장 (mm)            | 4,700 4,765(범퍼 가드 적용시)      | 4,700 4,765(범퍼 가드 적용시)      |
| 전폭 (mm)            | 1,860                              | 1,860                              |
| 전고 (mm)            | 1,795 1,840(루프랙 적용시)         | 1,795 1,840(루프랙 적용시)         |
| 축거 (mm)            | 2,750                              | 2,750                              |
| 윤거 (전, mm)        | 1,530                              | 1,530                              |
| 윤거 (후, mm)        | 1,530                              | 1,530                              |
| 승차 정원            | 7명                                | 7명                                |
| 변속기               | 수동 5단 자동 4단                  | 수동 5단 자동 4단                  |
| 서스펜션 (전/후)     | 더블 위시본/5링크 코일 스프링      | 더블 위시본/5링크 코일 스프링      |
| 구동 형식            | 후륜 구동                          | 4륜 구동                           |
| 엔진 형식            | J3                                 | J3                                 |
| 연료                 | 디젤                               | 디젤                               |
| 배기량 (cc)          | 2,902                              | 2,902                              |
| 최고 출력 (ps/rpm)   | 170/3,700                          | 174/3,700                          |
| 최대 토크 (kg*m/rpm) | 36.0/2,000                         | 36.0/2,000                         |
| 연료 탱크 용량 (L)   | 75                                 | 75                                 |
| 요소수 탱크 용량 (L) | -                                  | -                                  |
| 공차 중량 (kg)       | 2,030(수동)/ 2,025(자동)           | 2,135(수동)/ 2,130(자동)           |
| 연비 (km/L)          | 10.7(수동)/ 9.8(자동)              | 10.8(수동)/ 10.0(자동)             |

### 라인업
2.9L 디젤
2004년~2007년(테라칸 파워 플러스)
- EX290 기본형/고급형
- JX290 기본형/고급형/최고급형
- JX290 최고급형 블랙 스페셜
- JX290 골드 고급형/최고급형
- JX290 골드 고급형 블랙 스페셜/최고급형 블랙 스페셜

## 같이 보기
- 미쓰비시 파제로